# 1895 en arts plastiques
| Années des arts plastiques : 1892 - 1893 - 1894 - 1895 - 1896 - 1897 - 1898    |
| Décennies des arts plastiques : 1860 - 1870 - 1880 - 1890 - 1900 - 1910 - 1920 |

Cette page concerne l'année 1895 en arts plastiques.

## Événements
- 22 avril-22 octobre : Première « Exposition Internationale d'Art de la Cité de Venise ».
- 22 juin : Ouverture de l'Exposition féminine de 1895 à Copenhage.

## Œuvres

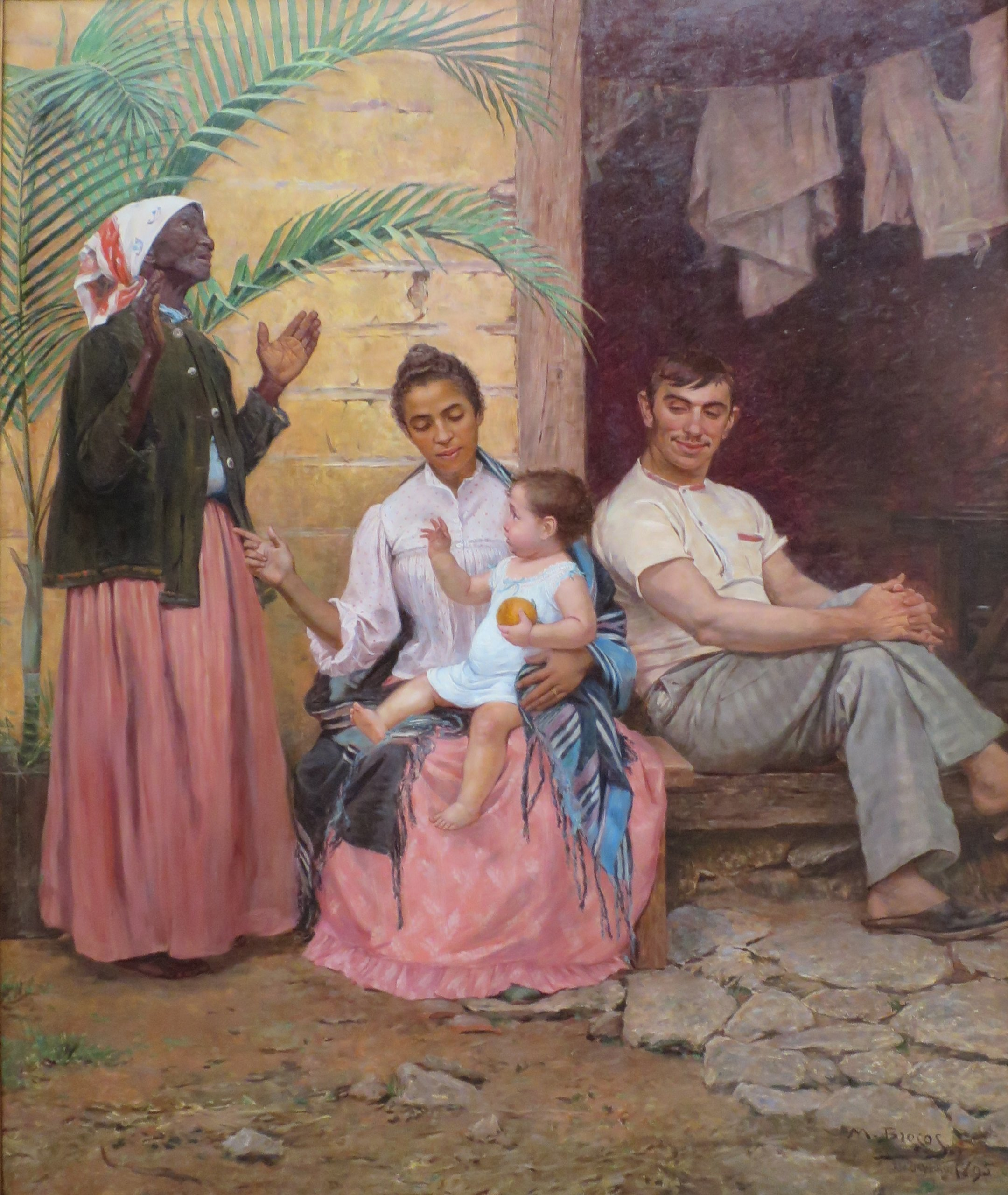
La Rédemption de Cham, de Modesto Brocos.

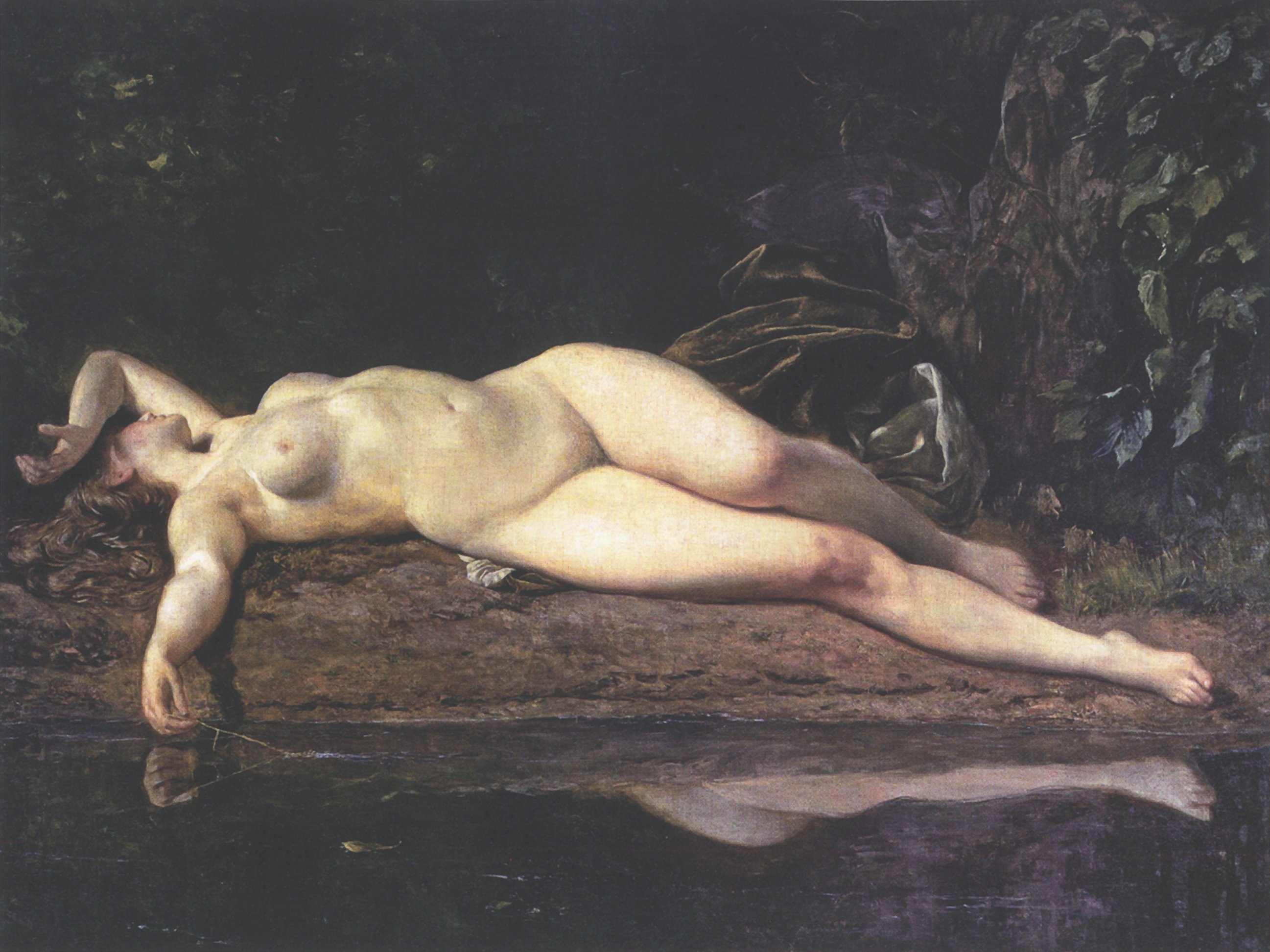
Le repos, toile du peintre polonais Wojciech Gerson

- Les Bourgeois de Calais, sculpture d'Auguste Rodin.
- La Rédemption de Cham, tableau de Modesto Brocos.

## Naissances
- 4 janvier : Marcel Payen, peintre français († 23 septembre 1966),
- 22 janvier : Robert Pernin, peintre français († 12 mars 1975),
- 2 février : Tan Ting-pho, peintre taïwanais († 25 mars 1947),
- 12 février : Anatol Petrytsky, peintre, décorateur de théâtre et concepteur de livres russe puis soviétique († 6 mars 1964),
- 13 février : Giovanni Battista Podestà, céramiste, sculpteur et peintre d'art brut italien († 16 février 1976),
- 17 février : Kitani Chigusa, peintre japonaise nihonga et professeure de peinture († 24 janvier 1947),
- 18 février :
  - Franz Bronstert, peintre et ingénieur allemand († 29 octobre 1967),
  - Jacques Favre de Thierrens, aviateur et peintre français († 17 octobre 1973),
- 20 février : Marthe Lebasque, cantatrice d'opéra, peintre et sculptrice française († 16 mai 1989),
- 25 février : Henri Rabinger, peintre et illustrateur luxembourgeois († 7 septembre 1966),
- 1er mars :
  - Marcelle Cahn, peintre française († 21 septembre 1981),
  - Yuki Ogura, peintre nihonga de l'ère Shōwa du Japon († 23 juillet 2000),
- 8 mars : Jean Lombard, peintre français († 26 octobre 1983),
- 10 mars : Walter Eglin, peintre et mosaïste suisse († 3 février 1966),
- 11 mars : Constant Le Breton, peintre, graveur et illustrateur français († 26 février 1985),
- 18 mars : Victor Jean Desmeures, peintre, lithographe et designer en tissus français († 1978),
- 30 mars : Rudolf Bonnet, peintre néerlandais († 18 avril 1978),
- 3 avril : Ludolfs Liberts, peintre et scénographe letton († 11 mars 1959),
- 15 avril : Jeanne Malivel, peintre, illustratrice et graveuse française († 2 septembre 1926),
- 19 avril : Anton Pieck, peintre et illustrateur néerlandais († 25 novembre 1987),
- 28 avril : Ottone Rosai, peintre expressionniste italien († 13 mai 1957),
- 3 mai : Louis Rollet, peintre orientaliste et paysagiste français († 16 janvier 1988),
- 4 mai : Jean-Charles Contel, peintre et lithographe français († 4 septembre 1928),
- 9 mai : Lionel Floch, peintre, graveur et dessinateur français († 7 décembre 1972),
- 20 mai : Amédée de Gislain, peintre et sculpteur sur bois français († 1989),
- 21 mai : Nikifor Krynicki, peintre polonais († 10 octobre 1968),
- 24 mai : Marcel Janco, peintre et architecte juif roumain († 21 avril 1984),
- 28 mai : Yvonne Kleiss-Herzig, peintre française († 1968),
- 8 juin : Jean-Eugène Bersier, peintre et graveur français († 23 octobre 1978),
- 10 juin : Michisei Kohno, peintre, illustrateur et graveur japonais († 31 mars 1950),
- 16 juin :
  - Signe-Madeleine Barth, peintre suédoise († 15 mars 1982),
  - Barbara Konstan, peintre française d'origine polonaise († 22 février 1966),
- 18 juin : Harue Koga, peintre japonais († 10 septembre 1933),
- 28 juin : Eugène-Marcel Mougin, peintre post-impressionniste français († 6 janvier 1981),
- 2 juillet : Eugène Paul, peintre, dessinateur, graveur au burin et lithographe expressionniste français († 30 avril 1975),
- 4 juillet : Massimo Campigli, peintre italien († 3 mai 1971),
- 5 juillet : Adrien Sénéchal, peintre français († 28 août 1974),
- 6 juillet : Edmond Daynes, peintre français († 19 septembre 1986),
- 13 juillet : Robert Louis Antral, peintre, graveur et lithographe français († 7 juin 1939),
- 15 juillet : Marc Sterling, peintre français d'origine russe († 7 septembre 1976),
- 16 juillet : Toshio Bando, peintre japonais († 1er mars 1973),
- 20 juillet : László Moholy-Nagy, peintre et photographe hongrois († 24 novembre 1946),
- 26 juillet :
  - Jankel Adler, peintre et graveur juif polonais († 25 avril 1949),
  - Maurice Crozet, designer et affichiste français († 1978),
  - Georges Duplaix, peintre, écrivain, traducteur, agent secret et éditeur français († 1er novembre 1985),
  - Robert Fernier, peintre français († 27 mai 1977),
  - Abel Pineau, peintre et graveur français († 11 mars 1973),
- 3 août : Robert Heitz, administrateur, homme politique, écrivain, critique d'art, peintre et résistant français († 14 novembre 1984),
- 10 août : Marcel Vertès, peintre, graveur, illustrateur et costumier/décorateur de cinéma français d'origine hongroise († 31 octobre 1961),
- 22 août :
  - David Chabas, peintre, journaliste, éditeur et écrivain français († 3 octobre 1996),
  - Antonio Piedade da Cruz, peintre indien († 1982),
- 26 août : René Demeurisse, peintre français († 12 novembre 1961),
- 23 septembre : Claude Lévy, peintre et décoratrice française († 1942),
- 24 septembre : Boris Borvine Frenkel, peintre et graveur polonais († 30 avril 1984),
- 26 septembre : Georges Tournon, peintre français († 4 janvier 1961),
- 29 septembre : Jean Peyrissac, peintre et plasticien français († 18 juin 1974),
- 30 septembre : Edith Basch, peintre portraitiste hongroise († 16 mai 1980),
- 7 octobre :
  - Arsène Sari, peintre français († 3 novembre 1995),
  - Lucien Schwob, peintre, dessinateur, lithographe et essayiste suisse († 6 juin 1985),
- 19 octobre : Bram Van Velde, peintre néerlandais († 28 décembre 1981),
- 27 octobre : Yvonne Jean-Haffen, peintre, dessinatrice, graveuse et céramiste française († 24 novembre 1993),
- 6 novembre : Dora Bianka, peintre et illustratrice polonaise († 8 septembre 1979),
- 17 novembre : Un'ichi Hiratsuka, peintre japonais († 18 novembre 1997),
- 19 novembre : Georges Folmer, peintre, sculpteur et théoricien de l'art français († 4 janvier 1977),
- 22 novembre : Victor Crumière, peintre et plasticien français († 2 mai 1950),
- 2 décembre : René Bellanger, peintre français († 5 décembre 1964),
- 9 décembre : Marguerite Huré, peintre et vitrailliste française († 27 octobre 1967),
- 15 décembre :
  - France Leplat, peintre français († 18 février 1953),
  - Walter Spies, peintre et musicien allemand († 19 janvier 1942),
- 19 décembre : Roland Chavenon, peintre et critique d'art français († 1967),
- 25 décembre :
  - Mitsuharu Kaneko, peintre et poète anti-militariste japonais († 30 juin 1975),
  - Isaac Païles, peintre français de l'École de Paris († 9 mars 1978),
- 31 décembre : Jacques Boolsky, peintre, pastelliste et cinéaste suisse d'origine russe († 20 janvier 1962),
- ? :
  - Colette Allendy, peintre, illustratrice et galeriste française († 1960),
  - René Ben Sussan, peintre, illustrateur et graveur grec naturalisé français († 1988),
  - Boris Borvine Frenkel, peintre polonais († 1984),
  - Kawakami Sumio, peintre japonais († 1972),
  - Joachim Weingart, peintre polonais († 17 juillet 1942),
  - Ernst Zeuner, peintre et illustrateur allemand († 1967).

## Décès
- 6 janvier : Gustav Graef, peintre allemand (° 14 décembre 1821),
- 21 janvier : Charles Ronot, peintre français (° 28 mai 1820),
- 30 janvier : Charles Soubre, peintre belge et professeur à l'Académie des beaux-arts de Liège (° 4 février 1821),
- 1er février : Benjamin Eugène Fichel, peintre français (° 30 août 1826),
- 8 février :
  - Edmond Geffroy, peintre français (° 29 juillet 1804),
  - Jean-François Portaels, peintre belge (° 3 avril 1818),
- 10 février : Francesco Podesti, peintre italien (° 21 mars 1800),
- 27 février :  Charles Le Roux, peintre paysagiste et homme politique français (° 25 avril 1814),
- 2 mars : Berthe Morisot, peintre française (° 14 janvier 1841),
- 6 mars : Francesco Filippini, peintre italien (° 18 septembre 1853),
- 24 mars : Bertha Valerius, photographe et peintre suédoise (° 21 janvier 1824),
- 12 avril : Paul Chenavard, peintre français (° 9 décembre 1807),
- 19 avril : Georg Wilhelm Timm, peintre russe (° 21 juin 1820),
- 22 avril : Étienne Léopold Trouvelot, peintre, lithographe, astronome et entomologiste amateur français (° 25 décembre 1827),
- 4 mai : Eugène Bellangé, peintre français (° 14 février 1837),
- 23 mai : Johannes Deiker, peintre allemand (° 27 mai 1822),
- 24 mai : Joseph Quinaux,  peintre belge (° 29 mars 1822),
- 28 mai : Albert Brendel, peintre et graveur allemand (° 7 juin 1827),
- 26 juin : François-Auguste Ravier, peintre paysagiste français (° 4 mai 1814),
- 29 juin : Émile Munier, peintre français (° 2 juin 1840),
- 4 juillet : Alfred de Curzon, peintre français (° 7 septembre 1820),
- 17 juillet :  Henri-Pierre Picou, peintre français (° 27 février 1824),
- 21 juillet : Firmin Salabert, peintre français (° 25 septembre 1811),
- 14 août : Thomas Hovenden, peintre et professeur irlando-américain (° 28 décembre 1840),
- 14 septembre : Alfred Verwée, peintre belge (° 23 avril 1838),
- 21 septembre : Silvestro Lega, peintre italien (° 8 décembre 1826),
- 2 octobre : Alexeï Kivchenko, peintre russe (° 22 mars 1851),
- 22 octobre : Gustave Droz, peintre et romancier français (° 9 juin 1832),
- 24 octobre : Jacob Meyer de Haan, peintre néerlandais (° 14 avril 1852),
- 29 octobre : Ferdinand Richardt, peintre dano-américain (° 10 avril 1819),
- 18 décembre : Clémence Richey, peintre française (° 31 juillet 1856),
- 21 décembre : Ferdinand von Piloty, peintre, illustrateur et fresquiste bavarois (° 9 octobre 1828),
- ? :
  - Lorenzo Gelati, peintre italien (° 1824).